# John Hannah (színművész)
John Hannah (East Kilbride, Skócia, 1962. április 23.–) skót színész. Játszott többek közt a Stephen Sommers rendezte Múmia filmekben (A múmia, A múmia visszatér), Richard Curtis filmjében, a Négy esküvő és egy temetésben, valamint Gwyneth Paltrow partnereként A nő kétszer című filmben.

## Filmográfia

### Filmek
| Év   | Magyar cím                                 | Eredeti cím                                | Szerep                | Magyar hang                                                   |
| ---- | ------------------------------------------ | ------------------------------------------ | --------------------- | ------------------------------------------------------------- |
| 1990 | Kikötői őrjárat                            | Harbour Beat                               | Neal McBride          |                                                               |
| 1994 | Négy esküvő és egy temetés                 | Four Weddings and a Funeral                | Matthew               | Széles László                                                 |
| 1995 |                                            | Madagascar Skin                            | Harry                 |                                                               |
| 1996 | Az utolsó esély                            | The Final Cut                              | Gilmore               | Lippai László                                                 |
| 1996 | Ártatlan álom                              | The Innocent Sleep                         | James                 |                                                               |
| 1997 |                                            | The James Gang                             | Spendlove James       |                                                               |
| 1997 |                                            | Romance and Rejection                      | Tony                  |                                                               |
| 1998 | A nő kétszer                               | Sliding Doors                              | James                 | Szabó Sipos Barnabás (1. szinkron) Stohl András (2. szinkron) |
| 1998 | Rettegés Belfastban                        | Resurrection Man                           | Darkie Larche         |                                                               |
| 1999 | Hurrikán                                   | The Hurricane                              | Terry Swinton         | Jakab Csaba                                                   |
| 1999 | A múmia                                    | The Mummy                                  | Jonathan Carnahan     | Rubold Ödön (1. szinkron) Kerekes József (2. szinkron)        |
| 1999 | A betolakodó                               | The Intruder                               | Charlie               | Fazekas István                                                |
| 2000 | Kész cirkusz                               | Circus                                     | Leo Garfield          | Galambos Péter                                                |
| 2000 |                                            | Pandaemonium                               | William Wordsworth    |                                                               |
| 2001 | A múmia visszatér                          | The Mummy Returns                          | Jonathan Carnahan     | Rubold Ödön                                                   |
| 2002 | Dr. Jekyll és Mr. Hyde – Ördög az emberben | Dr. Jekyll és Mr. Hyde                     | Dr. Jekyll / Mr. Hyde | Kautzky Armand (1. szinkron) Csankó Zoltán (2. szinkron)      |
| 2002 | Lucy, a csajom                             | I'm With Lucy                              | Doug                  | Juhász György                                                 |
| 2002 |                                            | Camouflage                                 | Meghívott férfi       |                                                               |
| 2002 | Temetetlen emlékek                         | Before You Go                              | Mike Pennington       |                                                               |
| 2003 | Gyanúban                                   | I Accuse                                   | Dr. Richard Darian    | Juhász György                                                 |
| 2004 |                                            | Male Mail                                  | Alan                  |                                                               |
| 2007 | Szellemgyermek                             | Ghost Son                                  | Mark                  |                                                               |
| 2007 | Az utolsó légió                            | The Last Legion                            | Nestor                | Kerekes József                                                |
| 2008 | A múmia: A Sárkánycsászár sírja            | The Mummy: Tomb of the Dragon Emperor      | Jonathan Carnahan     | Rubold Ödön                                                   |
| 2008 |                                            | Zip 'n Zoo                                 | Tom                   |                                                               |
| 2012 | Lopott szavak                              | The Words                                  | Richard Ford          |                                                               |
| 2013 |                                            | The Wee Man                                | Tam McGraw            |                                                               |
| 2013 |                                            | The Christmas Candle                       | William Barstow       |                                                               |
| 2014 |                                            | Shooting for Socrates                      | Billy Bingham         |                                                               |
| 2014 |                                            | Ping Pong Summer                           | Mr Miracle            |                                                               |
| 2014 |                                            | Angel                                      | Lapslie               |                                                               |
| 2014 |                                            | Bone in the Throat                         | Sullivan              |                                                               |
| 2017 |                                            | Another Mother's Son                       | Arthur                |                                                               |
| 2017 |                                            | Love of My Life                            | Richard               |                                                               |
| 2018 | Első szerelmek                             | Genesis                                    | Paul Brooks           |                                                               |
| 2018 |                                            | Scorched Earth                             | orvos                 |                                                               |
| 2018 | Átejtve                                    | Overboard                                  | Colin                 | Fazekas István                                                |
| 2018 |                                            | Blood, Sweat and Terrors                   | James Borans          |                                                               |
| 2019 | Emmy hercegnő                              | Princess Emmy                              | Karl király           |                                                               |
| 2019 |                                            | The Garden of Evening Mists                | Magnus Gemmell        |                                                               |
| 2020 | Ellenséges vonalak                         | Enemy Lines                                | Preston ezredes       |                                                               |
| 2020 | Max Cloud ko(z)mikus odüsszeája            | The Intergalactic Adventures of Max Cloud  | Bosszúálló            | Rosta Sándor                                                  |
| 2021 | Auschwitz jelentés                         | The Auschwitz Report                       | Warren                |                                                               |
| 2024 | Dúvad                                      | Damaged                                    | Colin McGregor        | Fillár István                                                 |
| 2024 |                                            | Bermondsey Tales: Fall of the Roman Empire | A postás              |                                                               |
| 2024 | Jövőre ilyenkor                            | This Time Next Year                        | Keith                 |                                                               |
| 2024 |                                            | The Gangster's Kiss                        | Mem                   |                                                               |
| 2025 |                                            | One Night in Bath                          | Kurt Karpenter        |                                                               |

### Televíziós szerepek
| Év         | Magyar cím                  | Eredeti cím                                    | Szerep                    | Megjegyzések                             |
| ---------- | --------------------------- | ---------------------------------------------- | ------------------------- | ---------------------------------------- |
| 1987       |                             | Brond                                          | Robert                    | 3 epizód                                 |
| 1988       |                             | Bookie                                         | Johnny Dawson             | 3 epizód                                 |
| 1988       |                             | Screen Two                                     | Szépfiú                   | 1 epizód                                 |
| 1990       |                             | Taggart                                        | Danny Bonnar              | 3 epizód                                 |
| 1990       |                             | Boon                                           | Willie Connolly           | 1 epizód                                 |
| 1991       |                             | Shrinks                                        | Hamish                    | 1 epizód                                 |
| 1992       |                             | The Bill                                       | Derek Pierce              | 1 epizód                                 |
| 1992       |                             | Civvies                                        | Dan Walker                | 1 epizód                                 |
| 1992       |                             | Between the Lines                              | D.C. Mellis               | 1 epizód                                 |
| 1993       |                             | Paul Calf's Video Diary                        | Mark                      | különkiadás                              |
| 1994       |                             | Capital Lives                                  | John Robinson             | 1 epizód                                 |
| 1994       |                             | Faith                                          | Nick Simon                | tévéfilm                                 |
| 1994       |                             | Pauline Calf's Wedding Video                   | Mark                      | tévéfilm                                 |
| 1994       |                             | Milner                                         | Szélvédőmosó              | tévéfilm                                 |
| 1995       |                             | Out of the Blue                                | Frankie Drinkall          | 1 epizód                                 |
| 1995–1998  |                             | McCallum                                       | Dr. Iain McCallum         | 8 epizód                                 |
| 1996       |                             | Truth or Dare                                  | Nick                      | tévéfilm                                 |
| 1996       |                             | Circles of Deceit: Kalon                       | Jason Sturden             | tévéfilm                                 |
| 1997       | A kicsi kocsi újra a régi   | The Love Bug                                   | Simon Moore III           | tévéfilm                                 |
| 2000–2001  |                             | Rebus                                          | John Rebus                | 4 epizód                                 |
| 2001       | Alias                       | Alias                                          | Martin Shepard            | 2 epizód                                 |
| 2002       |                             | MDs                                            | Dr. Robert Dalgety        | 10 epizód                                |
| 2003       | Frasier – A dumagép         | Frasier                                        | Avery McManus             | 1 epizód                                 |
| 2003       | Carnivàle – A vándorcirkusz | Carnivàle                                      | Stangler                  | 2 epizód                                 |
| 2004, 2008 | Agatha Christie: Marple     | Agatha Christie's Marple                       | Tom Campbell, Dr. Gerard  | 2 epizód magyar hangja Cseke Péter       |
| 2004       |                             | Amnesia                                        | Mackenzie Stone           | 2 epizód                                 |
| 2005–2007  |                             | Cold Blood                                     | Jake Osbourne             | 5 epizód                                 |
| 2005       |                             | Sea of Souls                                   | John Wade                 | 5 epizód                                 |
| 2006–2007  | A jog útvesztőjében         | New Street Law                                 | Jack Roper                | 14 epizód magyar hangja Epres Attila     |
| 2007       |                             | Sinking of the Lusitania: Terror at Sea        | Ian Holbourn              | tévéfilm                                 |
| 2010       | Spartacus: Vér és homok     | Spartacus: Blood and Sand                      | Quintus Lentulus Batiatus | 13 epizód magyar hangja Cseke Péter      |
| 2011       | Emberrablás és váltságdíj   | Kidnap and Ransom                              | Alexander Willard         | 2 epizód                                 |
| 2011       | Spartacus: Az aréna istenei | Spartacus: Gods of the Arena                   | Quintus Lentulus Batiatus | 6 epizód magyar hangja Cseke Péter       |
| 2011       |                             | The Other Wife                                 | Richard Kendall           | 2 epizód                                 |
| 2011       | A hatalom hálójában         | Damages                                        | Rutger Simon              | 10 epizód                                |
| 2012–2014  |                             | A Touch of Cloth                               | Jack Cloth                | 6 epizód                                 |
| 2013–2015  |                             | Atlantis                                       | Aeson                     | 3 epizód                                 |
| 2013       | Sherlock és Watson          | Elementary                                     | Rhys                      | 1 epizód                                 |
| 2014       |                             | The Widower                                    | Charlie Henry             | 1 epizód                                 |
| 2015—2016  |                             | Marley's Ghosts                                | Adam                      | 9 epizód                                 |
| 2016       |                             | A Midsummer Night's Dream                      | Duke Theseus              | tévéfilm                                 |
| 2016–2017  | A S.H.I.E.L.D. ügynökei     | Agents of S.H.I.E.L.D.                         | Holden Radcliffe          | 22 epizód magyar hangja Galbenisz Tomasz |
| 2017       |                             | Dirk Gently's Holistic Detective Agency        | A mágus                   | 8 epizód                                 |
| 2019–      |                             | Race Across the World                          | narrátor                  | 15 epizód                                |
| 2019       |                             | The Victim                                     | Stephen Grover            | 4 epizód                                 |
| 2019       |                             | Trust Me                                       | Dr. Archie Watson         | 4 epizód                                 |
| 2020       |                             | Transplant                                     | Dr. Jed Bishop            | főszereplő                               |
| 2020       |                             | Roald & Beatrix: The Tail of the Curious Mouse | narrátor                  | tévéfilm                                 |
| 2021       |                             | Taskmaster                                     | önmaga                    | különkiadás                              |
| 2023       | The Last of Us              | The Last of Us                                 | Dr. Newman                | 1 epizód magyar hangja Hirtling István   |
| 2023       | Fekete tükör                | Black Mirror                                   | Richard                   | 1 epizód                                 |
| 2023       | A néma szemtanú             | Silent Witness                                 | Dr Charles Beck           | 2 epizód                                 |
| 2024       | Dekameron                   | The Decameron                                  | Eduardo                   | 1 epizód                                 |